# 羅興亞民族軍
羅興亞民族軍，是緬甸若開邦北部阿拉干地區的羅興亞人叛亂武裝組織，總部位於孟加拉國南部。

## 歷史
1998年10月28日，羅興亞團結組織（RSO）和阿拉干羅興亞伊斯蘭陣線（ARIF）合併並在孟加拉國科克斯巴扎爾縣組建了流亡的阿拉干羅興亞民族組織（ARNO），成立羅興亞民族軍為其武裝。
這組織大多數活動是在2000年早期，最後一次的襲擊報告是在2001年5月。